# 麻醉椒苦素
麻醉椒苦素（也称为卡瓦胡椒素、醉人素）是一种有机化合物，分子式C15H14O5，属于一种卡瓦内酯，存在于卡瓦醉椒（Piper methysticum）等物种中，对CYP1A1有诱导作用。